# Sap (Alice in Chains)
Sap is een ep van Alice in Chains uit 1992.
De ep werd opnieuw uitgebracht in 1995 toen Got Me Wrong een hit werd door de film Clerks., geregisseerd door Kevin Smith. Sap werd redelijk positief ontvangen. Volgens Steve Huey van AllMusic toont de ep een zachtere sound dan Alice in Chains' debuutalbum Facelift (1990).

## Tracks
| Nr. | Titel                        | Duur |
| --- | ---------------------------- | ---- |
| 1.  | Brother                      | 4:27 |
| 2.  | Got Me Wrong                 | 4:12 |
| 3.  | Right Turn (Alice Mudgarden) | 3:17 |
| 4.  | Am I Inside                  | 5:09 |
| 5.  | Love Song (hidden track)     | 3:44 |